# Urata Rama
Urata Rama (ur. 20 grudnia 1986 w Vitinie) – kosowska strzelczyni sportowa.
Rama uprawia strzelectwo od 2003 roku. W 2012 roku znalazła się w grupie 6 sportowców, których Komitet Olimpijski Kosowa planował zgłosić do Letnich Igrzysk Olimpijskich 2012, jednak ostatecznie Międzynarodowy Komitet Olimpijski nie zezwolił Kosowianom na start w tych igrzyskach (wyjątkiem była judoczka Majlinda Kelmendi, która jednak mogła reprezentować tylko Albanię).
W 2015 roku Rama wzięła udział w Igrzyskach Europejskich 2015, gdzie w konkurencji karabinu pneumatycznego (10 m) zajęła 39. pozycję z wynikiem 389,1 pkt. Rok później w mistrzostwach Europy w tej samej konkurencji uplasowała się na 91. miejscu z rezultatem 399 punktów. W 2016 roku znalazła się także w składzie reprezentacji Kosowa na Letnie Igrzyska Olimpijskie 2016, gdzie wystartowała w konkurencji karabinu pneumatycznego (10 m), zajmując 48. pozycję z wynikiem 402,3 punkta.
Strzelectwo uprawia również jej kuzynka – Lumturie Rama.

## Igrzyska olimpijskie
| Igrzyska | Miejscowość    | Konkurencja                | Kwalifikacje | Kwalifikacje | Finał                   | Finał                   |
| Igrzyska | Miejscowość    | Konkurencja                | Wynik        | Pozycja      | Wynik                   | Pozycja                 |
| -------- | -------------- | -------------------------- | ------------ | ------------ | ----------------------- | ----------------------- |
| IO 2016  | Rio de Janeiro | Karabin pneumatyczny, 10 m | 402,3        | 48.          | Nie zakwalifikowała się | Nie zakwalifikowała się |